# Thor Liberty
Die Thor Liberty ist ein 1994 in Dänemark als Arktis Hope gebautes Stückgutschiff. Das Schiff geriet Ende 2011 in die Schlagzeilen, nachdem es mit Rüstungsgütern an Bord in Seenot geraten war. Seit 2011 ist das Schiff als Moreta Cargo 5 unter der Flagge der Philippinen in Fahrt.

## Geschichte
Das Schiff wurde 1994 auf der North Sea Shipyard in Ringköbing, Dänemark gebaut und fuhr anschließend unter verschiedenen Namen in weltweiter Fahrt – aktuell für die Moreta Shipping Lines – Manila, Philippinen. Bekannt wurde es unter dem vorherigen Namen Thor Liberty durch einige Probleme und Missverständnisse.
Die Thor Liberty geriet im Dezember 2011 in der Ostsee im finnischen Schärengebiet bei einem heftigen Sturm mit extrem hohen Wellen in Seenot. Das Schiff bat um Lotsenhilfe und der an Bord gekommene Lotse wurde informiert, dass Waffen und Sprengstoff in der Ladung seien. Der Lotse steuerte einen Nothafen an, wo der Sturm abgewartet wurde, und anschließend lief das Schiff den südfinnischen Hafen Kotka an.
Bei den anschließenden Aufräumarbeiten zur Beseitigung des durch den Sturm verursachten Chaos im Laderaum und der folgenden Beladung sahen die Hafenarbeiter Raketen und beschädigte Kisten mit Sprengstoff. Der Zoll fand 69 Boden-Luft-Raketen vom Typ Patriot aus US-amerikanischer Produktion, für die keine ordnungsgemäßen Papiere an Bord waren.
Nach Rückfragen in Deutschland klärte sich der Fall jedoch auf. Das Hauptzollamt Oldenburg informierte, dass der Absender das Bundesamt für Wehrtechnik und Beschaffung war. Die kritische Ladung stammt aus Bundeswehrbeständen und sei mit den nötigen Ausfuhrgenehmigungen nach Südkorea in Papenburg an Bord der Thor Liberty verladen worden. Die für den Zwischenstopp in Finnland erforderliche Transitgenehmigungen waren jedoch nicht vorhanden, da der Zwischenstopp mit zusätzlicher Ladung von Ankerketten und Papiermaschinen für Shanghai (China) in Finnland ursprünglich nicht vorgesehen war. Der Sprengstoff wurde daher in Finnland in Container gestaut und die Raketen beschlagnahmt.
Bei der Weiterfahrt wurde die Thor Liberty in Kiel vor Einfahrt in den Nord-Ostsee-Kanal von der Wasserschutzpolizei Kiel gestoppt, um vor dem Einschleusen in den Kanal das Schiff und Ladung zu prüfen. Da die vorgeschriebenen Packzertifikate der 21 Container mit dem Sprengstoff fehlten, erhielt das Schiff von der See-Berufsgenossenschaft die Order, den nächsten Hafen zur ordnungsgemäßen Ladungssicherung anzulaufen.